# Günther Benz
Günther Benz (* 21. April 1957 in Ehingen (Donau)) ist ein deutscher Verwaltungsjurist. Er war von 2017 bis 2023 Präsident des Rechnungshofes Baden-Württemberg.

## Leben
Benz studierte Rechtswissenschaften an der Universität Tübingen. Nach dem zweiten Juristischen Staatsexamen trat er im Jahr 1987 zunächst als Regierungsassessor beim Finanzamt Ulm in den Dienst des Landes Baden-Württemberg ein. Er wurde 1990 zum Finanzministerium Baden-Württemberg abgeordnet und war danach im Sächsischen Staatsministerium der Finanzen tätig. Im Jahr 1993 wechselte er zurück nach Baden-Württemberg in das Staatsministerium. 
Von Dezember 2002 bis Juli 2006 war er erneut im baden-württembergischen Finanzministerium tätig und leitete dort die Abteilung „Haushalt“. Anschließend übernahm er von August 2006 bis September 2009 die Leitung der Abteilung „Haushalts- und Steuerpolitik, Personal, Organisation, Verwaltungsreform, Inneres, Justiz und Verkehr“ im Staatsministerium Baden-Württemberg. Ab dem 1. Oktober 2009 war er unter Innenminister Heribert Rech (CDU) der Ministerialdirektor und Amtschef des Innenministeriums Baden-Württemberg und von Mai 2011 bis September 2011 Leiter der Stabsstelle der Staatsrätin für Bürgerbeteiligung im Staatsministerium Baden-Württemberg tätig.
Im Oktober 2011 wechselte Benz als Ministerialdirektor und Leiter der Zentralabteilung unter Bundesministerin Annette Schavan (CDU) in das Bundesministerium für Bildung und Forschung.
Am 15. November 2017 wurde er der Präsident des Rechnungshofes Baden-Württemberg. Er wurde von Ministerpräsident Winfried Kretschmann (Bündnis 90/Die Grünen) mit Zustimmung des Landtages Baden-Württemberg ernannt. Benz war der Kandidat der Regierungskoalition aus Bündnis 90/Die Grünen und der CDU. Am 31. März 2023 trat er in den Ruhestand.